# Ломан (Алба)
Ломан (рум. Loman) насеље је у Румунији у округу Алба у општини Сасчори. Oпштина се налази на надморској висини од 572 m.

## Становништво
Према подацима из 2002. године у насељу је живело 604 становника, од којих су сви румунске националности.